# Ballet Nacional Sodre
El Ballet Nacional Sodre (BNS) es el ballet nacional uruguayo. Fundado el 27 de agosto de 1935, es el organismo público encargado de desarrollar el ballet clásico profesional en el Uruguay, depende del Servicio Oficial de Difusión, Representaciones y Espectáculos.

## Historia
El Cuerpo de baile del Sodre fue creado el 27 de agosto de 1935 ha sido el organismo artístico público encargado de desarrollar el ballet clásico profesional en el Uruguay. Se creó una compañía nacional que incluyera en su repertorio no solo el vasto espectro del ballet, sino también que incorporara a los referentes y promoviera creaciones en el área de la danza contemporánea y moderna. Para eso, el gobierno decide hacerse cargo de la compañía de danza clásica, colocándola bajo la supervisión del Servicio Oficial de Difusión, Representaciones y Espectáculos y recayendo su primera dirección artística en el Maestro Alberto Pouyanne, quien logra llevar a escena su primer espectáculo el 23 de noviembre de 1935, ofreciendo el  estreno del Nocturno Nativo con música de Vicente Ascone y coreografía de Alberto Pouyanne,  con la actuación de la Orquesta Sinfónica del Sodre bajo la dirección del Maestro Lamberto Baldi.
Los comienzos  de dicho cuerpo fueron modestos y Pouyanne brindó el impulso inicial con alumnos de su academia. Cabe destacar que Uruguay y especialmente Montevideo, fueron durante la primera mitad del siglo XX, escala indiscutida de todas las grandes figuras y compañías, que llegaban al continente desde los grandes centros de producción en materia de danza: Europa, Unión Soviética y Estados Unidos.
En sus primeras décadas los primeros integrantes del elenco fueron Olga Banegas, Flor de María Rodríguez, Tola Leff, Hebe Arnoux, Lía Dell´Ara, Sunny Lorinczy, Alfredo Corvino, Miguel Therekov, Raúl Severo, Micha Dimitrievich, Eduardo Ramírez, Marina Korolkov, Olga Bérgolo, y Sara Nieto, que protagonizaron galas que quedaron en el mejor recuerdo de los amantes del ballet.
Esta compañía brindo galas al aire libre en el Parque Rivera o el Lago del Parque Rodó,  brindando también espectáculos gratuitos para quienes no podían acceder a dichos espectáculos.

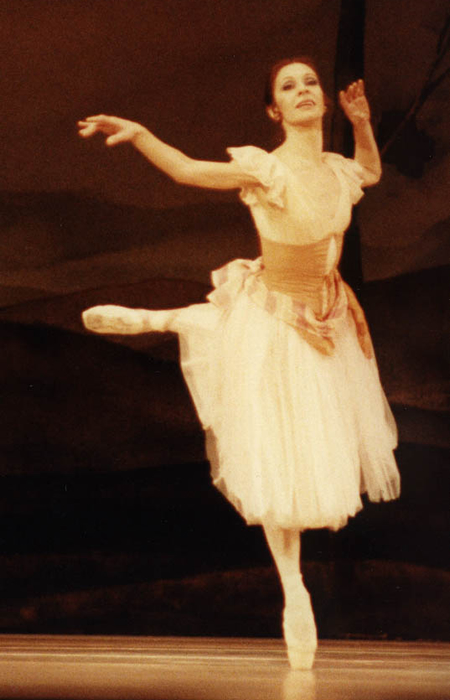
Bailarina Sara Nieto.
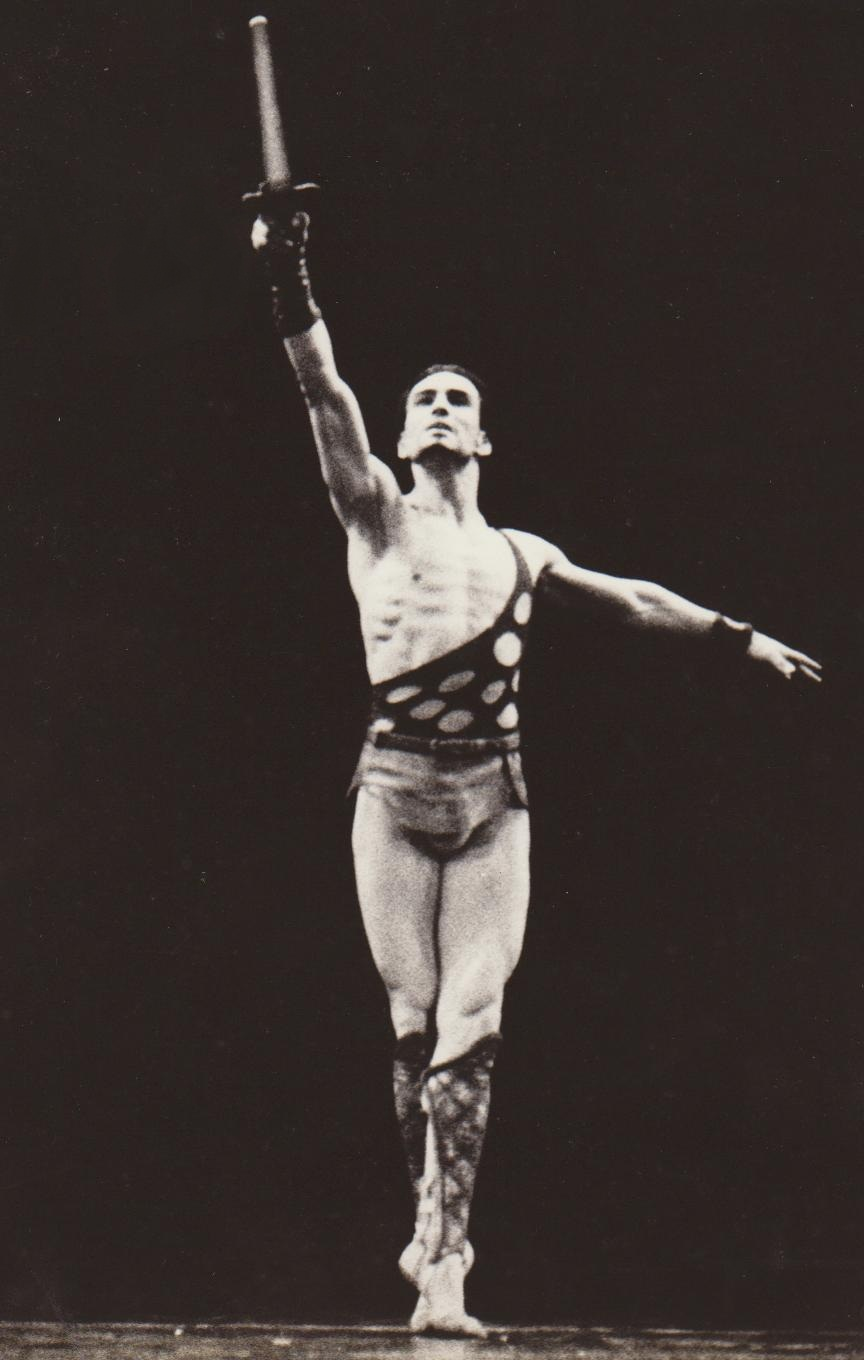
Bailarín Alejandro Godoy.
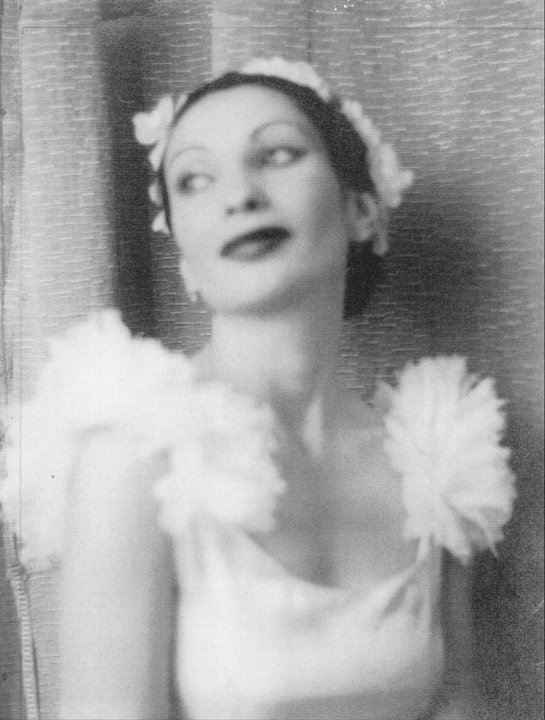
Bailarina Flor Rodríguez
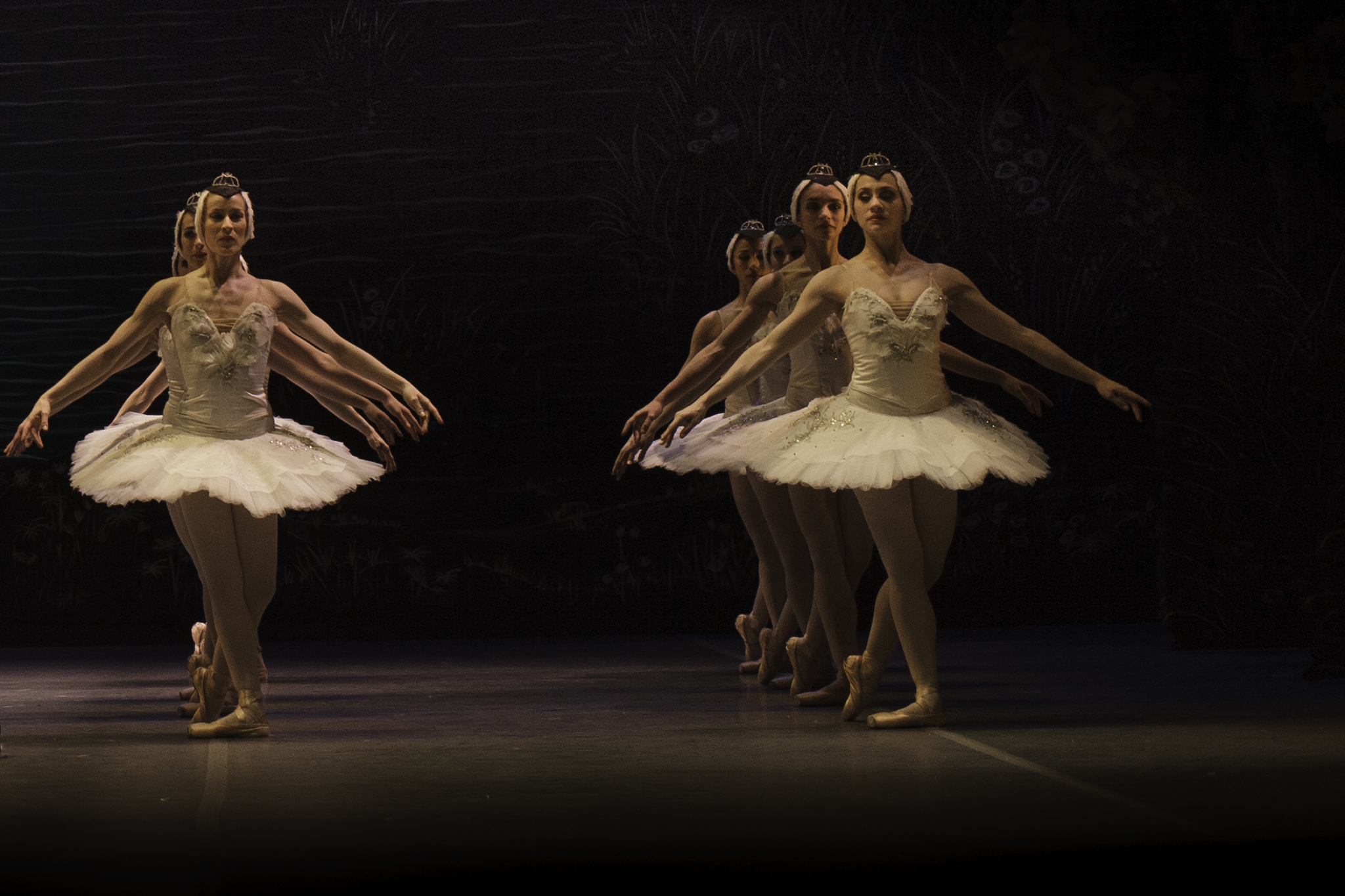
El lago de los cisnes en 2013

El repertorio de la compañía se amplia y desarrolla, con la inclusión de obras como Istar, Sueño de una noche de Verano, Chopiniana, Les Shylphides, El Lago de los Cisnes, El Gallo de Oro, El Sombrero de Tres Picos, La Perí, El Moro de Venecia, Coppelia, entre otras.
En la década de los 70, el Estudio Auditorio del Sodre sufre un devastador incendio, en el cual no solo se pierde su infraestructura, sino también su amplio acervo e historia; quedándose sin sede.

### Nueva Etapa
Desde 2009 la compañía, luego de residir en diferentes espacios precarios de ensayo (Auditorio Nelly Goitiño, Palacio Salvo), finalmente pasa residir definitivamente en el flamante Auditorio Nacional del Sodre Adela Reta - en la misma ubicación que el demolido Estudio Auditorio luego del trágico incendio en la década del 70- aún en obras pero con una imponente sala en la cual podían presentarse. 
Ese mismo año Alejandro Godoy junto a Rossana Borghetti fueron nombrados directores del Ballet del SODRE realizando funciones como  "El Amor Brujo" junto con la Orquesta Sinfónica del Sodre, con Alejandro Parente como Primer Bailarín. 
El bailarín y profesor egresado del Ballet el Sodre Alejandro Godoy fue incorporado como profesor de repertorio de varones abocada a la formación de bailarines profesionales y a partir de 2010 y hasta 2012 fue nombrado director de dicha institución.
Desde junio de 2010, el maestro Julio Bocca asume como nuevo director artístico de la compañía, ahora denominada Ballet Nacional Sodre, este proceso experimento la mayor transformación de toda su historia. Un nuevo equipo se hace cargo de la gestión y se refunda la compañía, abriéndose una nueva etapa.
La incorporación del maestro Julio Bocca como director artístico provocó un profundo y dinámico proceso de cambio del elenco nacional, abriendo sus puertas a la región y al mundo tanto en la integración de sus componentes como en la elección de los maestros, coreógrafos y bailarines invitados, reiniciando una paulatina y segura incorporación de la compañía en un sendero de excelencia ya acorde a estos tiempos y en un nivel internacional. 
Se dio comienzo a una gestión moderna y dinámica de una compañía que retomó una antigua tradición de vincular su trabajo al de importantes figuras del mundo de la danza, elevando así la exigencia, la excelencia y el desafío para tornar esta disciplina artística, cada día más accesible a mayores y más heterogéneos auditorios, ávidos de reencontrarse con el placer de poder presenciar y apreciar un excelente espectáculo de gran porte como lo es el ballet.
Desde entonces se han estrenado en el Auditorio Nacional más de treinta obras, muchas de ellas en versión integral, de los grandes ballets clásicos como: Giselle, El Lago de los Cisnes, La Bayadera, El Corsario, La Sílfide, El Cascanueces, La Viuda Alegre, Don Quijote, Coppelia, Romeo y Julieta y La bella durmiente, obras paradigmáticas del mejor repertorio contemporáneo y moderno (Hamlet Ruso, Un Tranvía Llamado Deseo, Donizzetti Variations, The Leaves are Fading, Sinfonietta, Without Words, La Consagración de la Primavera, In the Middle Somewhat Elevated, El Mesías, Petite Mort, entre otras. 
Creaciones originales para la propia compañía: Tres Hologramas por Martín Inthamoussú y Jorge Drexler, Gracias
por Graciela Figueroa, Tango y Candombe por Ana María Stekelman, Nocturno por Martin Inthamoussú y Juan Campodónico y Campo, One And Others por Demis Volpi y Christos Hatzis, Episodios Sobre un Mismo Tema por Andrea Salazar y Luciano Supervielle, Encuentros por Marina Sánchez.
Presentaciones puntuales y giras nacionales e internacionales vuelven a pautar la presencia de esta compañía tanto en el país, en la región como en el mundo, sucediéndose presentaciones en España, Italia, Omán, China, Tailandia, Rusia, Israel, México, Cuba, Venezuela, Colombia, Perú, Chile, Paraguay, Argentina y Brasil.
A partir de febrero de 2018, el maestro Igor Yebra asume en el cargo dejado por Julio Bocca.

## Equipo
Es el director artístico Igor Yebra, director adjunto Francesco  Ventriglia, gerencia administrativa Patricia Kangyera, maestra Marina Sánchez, maestros de clases Julio Minetti y Sarah Seoane.
Bailarines, primera bailarina María Noel Riccetto, Vanessa Fleita, Paula Penachio y primer bailarín Alejandro González, Ciro Tamayo, Gustavo Cavalho; solistas compuestos por siete bailarines y bailarinas.
Entre los bailarines destacados que pertenecieron a la institución se encuentran: Alejandro Godoy, Flor de María Rodríguez, Sara Nieto, Miriam Kescherman, Giovanna Martinatto,  entre otros.